# Борская линия
Борская линия — четвёртая, проектируемая линия Нижегородского метрополитена, связывающая Нижний Новгород и Бор.
Линию планируется изначально проложить до города будущего «Glob-Town» с одноимённым названием станции. Переезд до Бора подразумевает прокладку тоннеля под Волгой. На схемах, возможно, будет обозначаться жёлтым цветом.